# FLOATIN'
「FLOATIN'」（化學漂流）是日本流行組合化學超男子第5張單曲。於2002年7月17日發售。

## 解說
- 與前作《找尋著妳 〜New Jersey United〜》相隔約2個月的新作，並沒有任何商業搭配。
- 雖然宣傳標語為「嶄新。快速。化學超男子，2002夏天的BRAND NEW！」，但歌詞並沒有提及過夏天。
- 歌曲主題為「向同世代的人獻唱的加油歌」，是一首把「年輕人文化的法則」唱出來的歌曲[1]。
- 組合成員對此歌曲表示:「希望在自己被放置的現狀裡，不知不覺地滿足的同世代人，能夠聽聽這首歌曲[1]」、「我們以前也是一樣，在某種意義上來說現在或許也是一樣。即使現在可以在大家面前歌唱，我想我們還是有很多空間，應該要更努力[1]。」
- 單曲發行後首週登上Oricon榜第一位[2]，成為他們第四首冠軍單曲。

## 收錄曲目
| 曲序 | 曲目                                          |          | 作曲             | 編曲       | 时长 |
| ---- | --------------------------------------------- | -------- | ---------------- | ---------- | ---- |
| 1.   | FLOATIN'                                      | 立田野純 | 松尾潔・YANAGIMA | I.S.O.     | 5:01 |
| 2.   | BACK TOGETHER AGAIN                           | 小山内舞 | 今井大介         | 柿崎洋一郎 | 5:16 |
| 3.   | FLOATIN'（LESS VOCAL）                        |          | 松尾潔・YANAGIMA | I.S.O.     | 5:01 |
| 4.   | BACK TOGETHER AGAIN（FOOTSTEPS ON THE BEACH） | 小山内舞 | 今井大介         | 小沼洋介   | 4:54 |

## 來源
1. 1 2 3  . 台灣索尼音樂娛樂.   [2017-03-14]. （原始内容存档于2017-03-15）.
2. ↑  . 華夏導報. 2002-07-25  [2017-03-14].[永久]

## 外部連結
- 「Floatin'」日本官方網站介紹頁面（页面存档备份，存于）